# مهرجان البرتقالة الذهبية أنطاليا للأفلام العالمية
مهرجان البرتقالة الذهبية للأفلام العالمية في أنطاليا (بالتركية: Uluslararası Antalya Altın Portakal Film Festivali)‏ يوزع المهرجان العديد من جوائز البرتقالة الذهبية، ويعتبر من أرفع الجوائز التركية للسينما.

## وصلات خارجية
- مهرجان البرتقالة الذهبية أنطاليا للأفلام العالمية على موقع IMDb (الإنجليزية)
- مهرجان البرتقالة الذهبية أنطاليا للأفلام العالمية على موقع IMDb (الإنجليزية)

- الموقع الإلكتروني